# Олександр Гордон, 1-й граф Гантлі

Герб графів Гантлі.

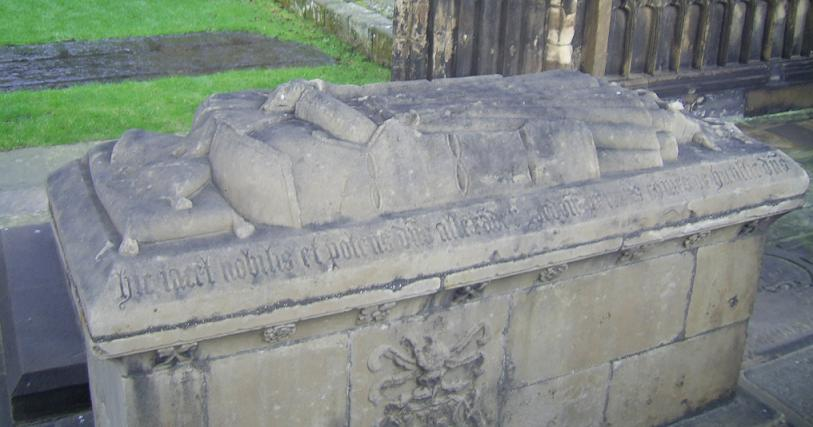
Надгробок графа Олександра Гантлі в соборі Елгін.

Олександр Сетон — І граф Гантлі (англ. Alexander Seton, 1st Earl of Huntly) (помер 15 липня 1470 року), що прийняв ім'я Гордона у 1457 році — могутній шотландський магнат XV століття. Він був посвячений у лицарі в 1439 або в 1440 році. Володів титулами — лорд Баденок, лорд Гордон, лорд Страхбогі та Клюні.

## Життя
Він був сином Олександра Сетона — лорда Гордона (помер у 1440 році), що був другим сином сера Вільяма Сетона. Дружиною Олександра Сетона була Елізабет Гордон (померла 16 березня 1439 року) — дочка і спадкоємиця сера Адама Гордона — вождя клану Гордон. 
У 1435 році він супроводжував принцесу Маргарет до Франції, щоб одружитися з дофіном Франції. У грамоті від 23 лютого 1439 року він названий сер Олександром Сетоном з Туллібоді — спадкоємцем Елізабет Гордон. Грамот підтвердила раніше здійснений обмін земель між сером Вільямом Кейтом, Маргарет Фрейзер (його бабуся і дідусь по материнській лінії) та Вільямом Ліндсей — лордом Байрс. Відлбувся обмін землями в Дуноттар.
Олександр Сетон успадкував від свого батька титул лорда Гордон і землі у квітні 1441 року. Потім Олександр Сетон передав свої землі короні, а натомість отримав грамоту для себе і своєї дружини Елізабет титул лорда Гордон та графство Беррік, Страхбогі, Абойн, Глентаннер, Глейн муйк в Абердінширі, землі Панбрайд у графстві Форфарі, які мав успадкувати його син Джордж Гордон та його законні спадкоємці чоловічої статі.
У 1449 році Олександр Гордон отримав титул пера і І графа Гантлі від короля Шотландії Якова II. 3-го липня того ж року він був свідком у грамоті дарованій Джеймсу Гамільтону ,І лорд Гамільтону. Пізніше в тому ж році він був присутній біля воріт абатства Арброат, коли вожді кланів Огілві та Лідсей висунули вимоги і скарги юстициаріям цього абатства. Під час конфлікту, що розгорівся, клан Огілві був розбитий, а граф Олександр Гантлі після спроби підтримки клану Огілві змушений був тікати.
Граф Гантлі був втягнутий в боротьбу проти клану Дуглас, проти лорда Островів, і проти графа Ліндсей Кроуфорд, будучи тісно пов'язаним з Вільямом Крайтоном — канцлером Шотландії. 28 квітня 1451 року він отримав королівську грамоту на землі Баденок і замок Рутвен. Граф Гордон бився на стороні короля проти клану Дуглас під час повстання клану Дуглас і переміг у битві під Бречін 18 травня 1452 року.
Граф Гантлі прийняв прізвище Гордон близько 1457 року. Він помер 15 липня 1470 в замку Гантлі і був похований у соборі Елгін.

## Родина
Олександр Гордон одружився вперше 8 січня 1426 року з Еглією Гей — дочкою і спадкоємицею Джона Гей Туллібоді. У них був син:
- Олександр Сетон, предок клану Сетон Тач та Аберкорн, успадкував землю, яка належала його матері.

Олександр Гордон анулював шлюб з Еглією Гей у 1438 році для того, щоб вступити в шлюб з Елізабет Крайтон — дочкою Вільяма Крайтона — канцлера Шотландії. В Олександра та Елізабет були такі діти:
- Джордж Гордон , ІІ граф Гантлі, успадковував титул графа і землі.

- Сер Олександр Гордон Мідмар — пізніше Абергелді, одружився з Беатріс Hay — дочкою Вільяма Гея — І графа Еррол.

- Адам Гордон — став деканом собору Кайтнесс.

- Вільям Гордон

- Маргарет Гордон — 9 листопада 1457 уклала контракт на шлюб з Ніколасом Гей — ІІ графом Еррол, але з якоїсь причини шлюб не відбувся. Ніколас Гей одружився з її сестрою Елізабет.

- Елізабет Гордон (померла 17 Квітня 1500 року) — одружилась Ніколасом Хей — ІІ графом Еррол, а потім, після його смерті вона вступила в повторний шлюб з Джоном Кеннеді — ІІ лордом Кеннеді, і мала проблеми з другим чоловіком.

- Крістіан Гордон — вийшла заміж за Вільяма Форбса — ІІІ лорда Форбс 8 липня 1468, і мала проблеми з чоловіком, який ворогував з кланом Гордон.

- Леді Кетрін Гордон — 30 вересня 1461 року була заручена з Арчибальдом (якому було тоді 12 років) — старшим сином Джорджа Дугласа, IV графом Ангус, але шлюб не відбувся.

Олександр Гордон мав двох дітей від дочки Каммінга Алтайра, яку називали ще «Чесна Діва Мореї», але немає ніяких свідоцтв про шлюб між ними. Ці діти:
- Джанет (померла у 1470 або в 1473 році) — була одружена з Джеймсом Іннес.

- Маргарет (померла в 1506 році) — була одружена з в 1484 році з Х'ю Роузом, VI лордом Кілравок.